# Molophilus hirtipennis
Molophilus hirtipennis är en tvåvingeart som först beskrevs av Osten Sacken 1860.  Molophilus hirtipennis ingår i släktet Molophilus och familjen småharkrankar. Inga underarter finns listade i Catalogue of Life.